# Haaseho tiskárna
Haaseho tiskárna (původně C.k. tiskárna Johanna Ferdinanda ze Schönfeldu) je zrušená státní tiskárna v Praze, která se nacházela v areálu bývalého kláštera dominikánek u svaté Anny na Starém Městě.

## Historie
Roku 1795 zřídil c.k. dvorní knihtiskař a genealog Johann Ferdinand Schönfeld (1750–1821) tiskárnu, nakladatelství a knihkupectví ve zrušeném klášteře dominikánek u sv. Anny. Vydával a tiskl zde Schönfeldovy poštovské noviny, jejichž redaktory byli Václav Matěj Kramerius, Václav Thám nebo Josef Linda. Roku 1819 vydal česky ve formě reprintu Hájkovu kroniku. Od Schönfelda získala podnik rodina tiskaře Gottlieba Haase a vybudovala z něj největší tiskárnu v Rakouském císařství. Od roku 1881 působila pod názvem C.k. dvorní knihtiskárna Andreas Haase (Ondřej Haase).
Texty tiskla v několika jazycích. V budovách kláštera měla ústřední kancelář s obchodním oddělením, sazárny, strojovnu, knihárnu, stereotypii a galvanoplastiku. Sklad s balírnou papíru byly v chrámové lodi rozčleněné dřevěnými stropy do pěti pater. Na začátku 20. století zde vlastní parní stroj poháněl přes 200 strojů. Plocha areálu měřila 6.535 m².
Od roku 1830 zde vycházel německý deník Bohemia. Od českých nakladatelů firma přijímala litografické zakázky na tabule, barevné obrazy nebo mapy.
Tisk bankovek

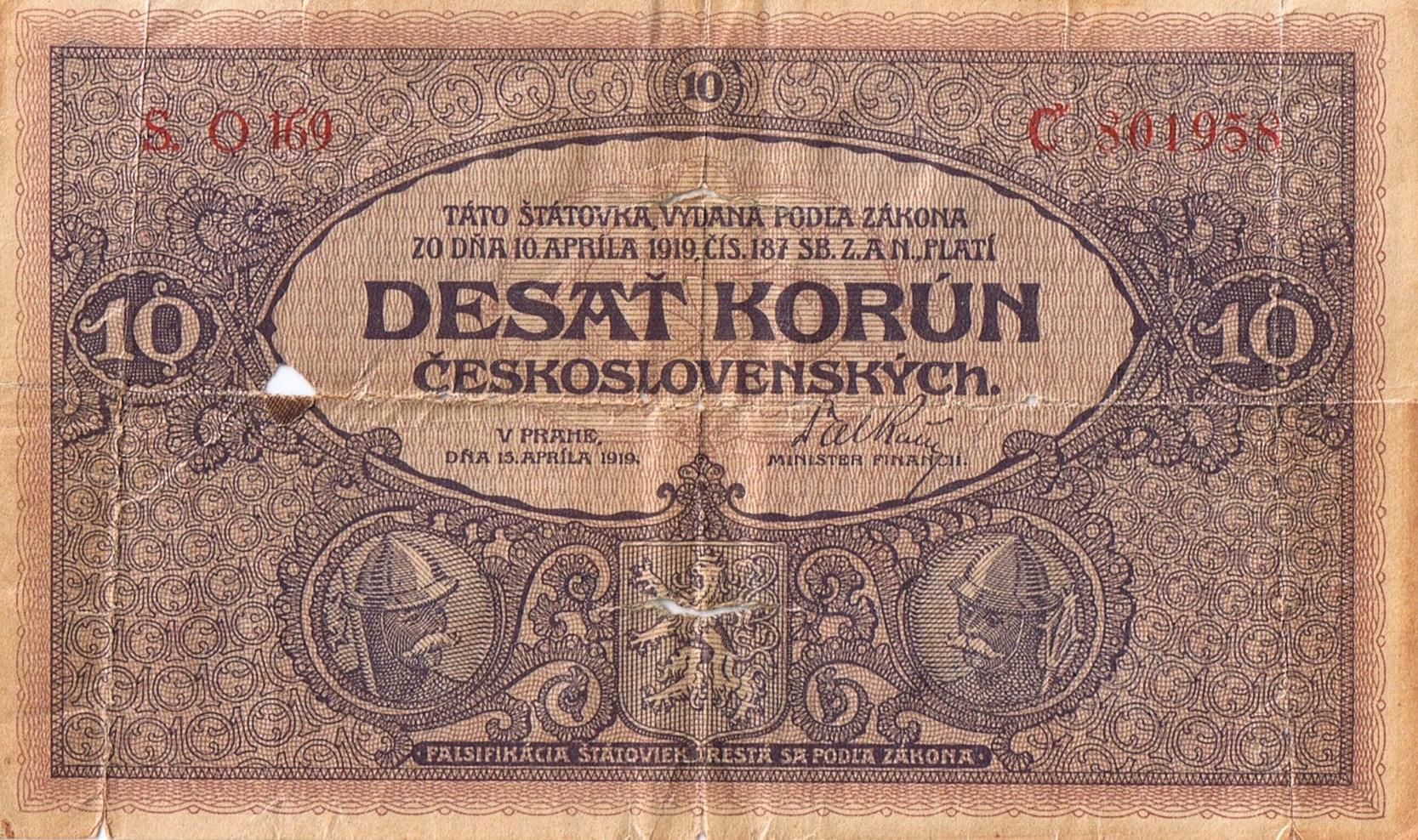
10 Korun Československých

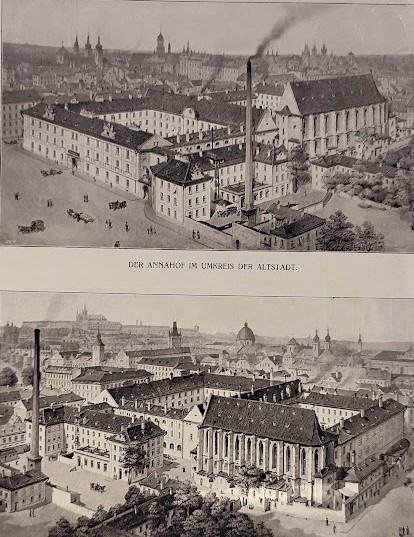
Tiskárna Haase na Anenském náměstí, fotografie situace před rokem 1903

Po vzniku samostatného Československa se tiskárna podílena na tisku nových bankovek. Roku 1919 odtud vzešla část série bankovek nominální hodnoty 1 Kč, 5 Kč, 10 Kč a celá série nominální hodnoty 50 Kč.

Zajímavosti
Litografickou dílnu měl v Praze nějaký čas také Antonín Langweil, pozdější autor známého modelu Prahy. Protože se mu nedařilo, prodal roku 1820 se ztrátou svoji dílnu pražskému tiskaři Johannu Ferdinandu Schönfeldovi, který ji převzal včetně vybavení, zaměstnanců a rozpracovaných zakázek. Langweilovi poté poskytl funkci ředitele.

### Po roce 1945
Po skončení druhé světové války byl podnik znárodněn. Areál převzala Tiskárna Svoboda, která zde sídlila do roku 1977. Celý objekt pak získalo Národní divadlo, jehož stará budova procházela rekonstrukcí.